# Minacragides
Minacragides is een geslacht van vlinders van de familie Dalceridae.

## Soorten
- M. argentata Hopp, 1922
- M. arnacis Dyar, 1909